# Kelly Overton
Kelly Overton (Wilbraham, 28 agosto 1978) è un'attrice, regista, sceneggiatrice e produttrice statunitense.

## Biografia
Nata e cresciuta a Wilbraham, Massachusetts, ha studiato presso l'American Academy of Dramatic Arts di New York City, dove si è laureata con il massimo riconoscimento, il Charles Jehlinger Award.
Inizia la sua carriera lavorando off-Broadway in varie produzioni shakespeariane, e partecipando a vari programmi televisivi in ambito regionale. Debutta come attrice nel ruolo di Rain Wilkins nella soap opera La valle dei pini dal 2000 al 2001 in 17 episodi. Nel 2002 torna a teatro, facendo parte del cast originale de Il laureato, come sostituta in diversi ruoli, ad esempio sostituendo Alicia Silverstone nel ruolo di Elaine Robinson, al fianco di Kathleen Turner e Jason Biggs. Per il cinema ha recitato in film come Vizio di famiglia dove ha avuto un ruolo secondario e The Ring 2 dov'è tra le protagoniste. Recita anche in Desolation Canyon, Twenty Questions e You did what? film tv del 2006 che offrono alla sua carriera notorietà.
Dopo cinque anni a New York si è trasferisce a Los Angeles, dove si divide tra cinema e varie apparizioni televisive. Nel 2008 assieme al marito Judson Pearce Morgan, scrive, dirige, produce ed interpreta il film The Collettive. Ritorna a recitare al cinema anche in The Wager con Jude Ciccolella.
Nel 2010 interpreta il ruolo di Christie Monteiro in Tekken, adattamento cinematografico dell'omonima serie di videogiochi picchiaduro. Successivamente recita in In My Sleep con Lacey Chabert e nel film tv La guerra di Madso, mentre dal 2012 interpreta il ruolo della mannara Rikki nella quinta e sesta stagione di True Blood.

## Filmografia

### Cinema
- Vizio di famiglia (It Runs in the Family), regia di Fred Schepisi (2003)
- Breaking Dawn, regia di Mark Edwin Robinson (2004)
- The Ring 2, regia di Hideo Nakata (2005)
- Tekken, regia di Dwight H. Little (2010) – Christie Monteiro

### Televisione
- Cold Case - Delitti irrisolti (Cold Case) - serie TV, episodio 4x15 (2007)
- Psych - serie TV, episodio 3x06 (2008)
- CSI: Miami - serie TV, episodio 7x22 (2009)
- True Blood – serie TV, 14 episodi (2012-2013)
- Ritorno al Natale (Correcting Christmas) - film TV, regia di Tim O'Donnell (2013)
- Legends – serie TV, 10 episodi (2015)
- Van Helsing – serie TV (2016 -2021)
- S.W.A.T. - serie TV, 5 episodi (2023)

## Doppiatrici italiane
Nelle versioni in italiano delle opere in cui ha recitato, Kelly Overton è stata doppiata da:
- Benedetta Degli Innocenti in True Blood, Legends
- Monica Ward in CSI: NY
- Francesca Manicone in Cold Case - Delitti irrisolti
- Laura Latini in CSI: Miami
- Domitilla D'Amico in Tekken
- Valentina Mari in Psych
- Cecilia Zincone in Ritorno al Natale
- Beatrice Caggiula in Van Helsing
- Paola Majano in S.W.A.T.